# Жан V Мъдри (Бретан)
Жан V (VI) Бретански, наричан Жан Мъдри (на френски: Jean V de Bretagne, dit Jean le Sage; * 24 декември 1389, замък на Ермин, Ван, Франция; † 28 август 1442, имение ла Туш до Нант), е херцог на Бретан, граф на Монфор л’Амори, титулярен граф на Ричмънд от 1399 г. от Дом дьо Дрьо-Монфор.

## Произход
Той е най-големият син на херцога на Бретан Жан V дьо Монфор (Жан Завоевателя, * 1339, † 1399) и на Жана Наварска (* 1370, † 1437), дъщеря на краля на Навара Шарл II Злия. Има осем братя и сестри:
- Жана (* 1387, † 1388)
- Изабела (*/† 1388)
- Мария (* 1391, † 1446), господарка на Ла Герш дьо Бретан, съпруга на Жан I, граф на Алансон; крал Анри IV произлиза по бащина линия от този брак
- Маргарита (* 1392, † 1428), господарка на Гилияк, съпруга на Ален IX, виконт на Роан и граф на Порое; крал Анри IV произлиза по майчина линия от този брак
- Артур III (* 1393, † 1458), херцог на Бретaн (1457 – 1458); конетабъл на Франция от 1425 г., граф на Монфор-л’Амори от 1457 г., пер на Франция, виден френски пълководец от епохата на Стогодишната война
- Жил (* 1394, † 1412), господар на Шантосе и Енгранд
- Ришар (* 1395, † 1438), граф на Вертю, Етамп и Мант, съпруг на Маргарита Орлеанска, графиня на Вертю, дъщеря на Луи I дьо Валоа, херцог на Орлеан; неговият син Франсоа II става последният херцог на Бретан, а внучка му дукеса Анна е два пъти кралица на Франция
- Бланш (* 1397, † сл. 1419), графиня на Арманяк като съпруга на Жан IV.

## Управление
През ноември 1399 г., след смъртта на баща си, 10-годишният Жан VI наследява херцогския трон на Бретан, както и титлите „граф на Монфор л'Амори“ и „граф на Ришмон“ (Ричмънд). До навършването на пълнолетие Жан Бретански е под опеката на Филип II Смели, херцог на Бургундия. Жан Мъдри успешно маневрира между Франция и Англия, а също така използвайки вътрешните френски конфликти, той успява да укрепи своето херцогство и херцогска власт.
През 1402 г. Жан е посветен в рицарство от Оливие дьо Клисон, конетабъл на Франция.
След убийството на херцог Луи I Орлеански от бургундците през 1407 г. той се сближава с арманяците, въпреки че не се бие открито с бургиньоните. Той позволява на своите поданици да се бият срещу британците, въпреки че самият той изпълнява всички условия на примирието с краля на Англия Хенри V Завоевател. Жан Мъдри официално изпраща армия да помогне на французите, но прави така, че бретанската помощ закъснява за битката при Аженкур на 25 октомври 1415 г.
През 1416 и 1418 г. Жан Мъдри действа като посредник в преговорите между Англия и Франция. През 1417 г. посещава Англия, където подписва споразумение, според което и двете страни се въздържат от водене на военни действия една срещу друга.
През февруари 1420 г. е заловен и затворен в един от замъците от представители на семейство Пантиевър. Въпреки това дейната му съпруга Жана дьо Валоа остава на свобода и печели подкрепата на бретанското благородство, събира армия и на 8 май обсажда замъка, където е затворен съпругът ѝ. Два месеца по-късно херцог Жан Бретански е освободен от плен и се завръща в Нант. Всички притежания на семейство Пентиевър са конфискувани и раздадени на привържениците на херцога.
През 1420 г. херцогът участва в подписването на Договора от Троа, според който английският крал Хенри V е признат за регент на Франция и наследник на френския трон. Тогава той е в съюз с лишения от наследство дофин Шарл (бъдещият крал на Франция Шарл VII).
През 1425 г. помага на по-малкия си брат, граф Артур III, да стане новият конетабъл на Франция.
Въпреки желанието да сключи приятелско споразумение с френския крал Шарл VII през 1430-те г., херцог Жан Бретански участва в Прагедия (1440) и Лигата на Невер (1442), насочени срещу краля.
През 1440 г. е посветен за рицар в бургундския Орден на Златното руно. Постига реална независимост на херцогството от Франция. Той извършва важни правителствени, военни и икономически реформи в Бретан, по-специално създаде постоянна армия и въвежда ясна и разбираема схема на данъчно облагане. Покровителства изкуствата и църквата.
На 29 август 1442 г. 52-годишният Жан Мъдри умира в Нант. Той е наследен от най-големия си син Франсоа I.

## Брак и потомство
∞ 19 ноември 1396 за Жана Френска (* 1391, † 1433), дъщеря на крал Шарл VI Безумния и Изабела Баварска, от която има трима сина и четири дъщери:
- Анна (* 1409, † сл. 1415)
- Изабела (* 1411 † 1442), ∞ 1430 за Ги XIV дьо Монфор-Лавал, граф на Лавал
- Маргарита (* 1412 † 1421, замък Витре)
- Франсоа I Любимия (* 14 май 1414 † 18 юли 1450), херцог на Бретан (1442 – 1450), граф на Монфор. ∞ 1. 1431 г. за Йоланда Анжуйска (* 1412, † 1440), дъщеря на херцог Луи II Валоа-Анжуйски и Йоланда Арагонска, от която има син 2. 1442 в Оре за Изабела Шотландска (* 1426, † 1494), дъщеря на краля на Шотландия Джеймс I Стюарт и Жана дьо Бофор, от която има две дъщери. Има и една извънбрачна дъщеря
- Екатерина (* 1416 † сл. 1421)
- Пиер II Простоватия (* 7 юли 1418 † 22 септември 1457), граф на Генгам, после херцог на Бретан (1450 – 1457)
- Жил (* 1420 † 1450), господар на Шамтосе и на Ангранд.